# Birch-reductie
De Birch-reductie is een organische redoxreactie waarin een aromatische ring wordt gereduceerd tot een 1,4-cyclohexadieenderivaat, met behulp van een alcohol en lithium, kalium of natrium opgelost in vloeibare ammoniak of (op laboratoriumschaal praktischer) in een amine (bijvoorbeeld propylamine dat dan ook de functie van de alcohol kan overnemen) met een kookpunt net boven kamertemperatuur:
Deze dearomatisering werd in de jaren 40 van de 20e eeuw beschreven door de Australische scheikundige Arthur Birch in een reeks artikelen met als titel Reduction by dissolving metals.
De Birch-reductie wordt onder meer gebruikt tijdens de synthese van steroïden.

## Reactiemechanisme
In de oplossing van het metaal in ammoniak bevinden zich gesolvateerde elektronen. De LUMO (Lowest Unoccupied Molecular Orbital) van de aromatische verbinding neemt een elektron op uit de oplossing, waardoor een fenyl-radicaal-anion ontstaat. Dit ondergaat een protonering door het alcohol. Door opname van een tweede elektron uit de oplossing ontstaat een carbanion, dat door additie van een tweede proton (afkomstig van het alcohol) reageert tot het eindproduct.

## Regioselectiviteit
De Birch-reductie is regioselectief: de dubbele bindingen liggen steeds tegenover elkaar in de ring. Daarnaast is de positie van de dubbele bindingen ten opzichte van bepaalde substituenten verschillend. Zo is de Birch-reductie van anisol (1) of benzoëzuur (2) merkbaar verschillend:
De reden hiervoor ligt in het feit dat bij anisol de methoxygroep een elektronenstuwende groep is, terwijl de carboxylgroep in benzoëzuur duidelijk elektronenzuigend is. Dat heeft een invloed op de gevormde intermediairen en bepaalt uiteindelijk de ligging van de dubbele bindingen.

## Ammoniak-vrije variant
In 2018 werd door een groep Chinese onderzoekers een ammoniak-vrije variant gerapporteerd, die bovendien mild en chemoselectief is. De reductie wordt uitgevoerd met een natriumdispersie in olie, met THF als oplosmiddel en in aanwezigheid van isopropanol en 15-kroon-5 (een kroonether die de belangrijke taak vervult om het natrium te solvateren).